# Premi Oscar 1994
La 66ª edizione della cerimonia di premiazione dei Premi Oscar si è tenuta il 21 marzo 1994 al Dorothy Chandler Pavilion di Los Angeles. La conduttrice della serata è stata l'attrice statunitense Whoopi Goldberg.

## Vincitori e candidati
Vengono di seguito indicati in grassetto i vincitori. Dove ricorrente e disponibile, viene indicato il titolo in lingua italiana e quello in lingua originale tra parentesi.

### Miglior film
- Schindler's List - La lista di Schindler (Schindler's List), regia di Steven Spielberg
- Il fuggitivo (The Fugitive), regia di Andrew Davis
- Nel nome del padre (In the Name of the Father), regia di Jim Sheridan
- Lezioni di piano (The Piano), regia di Jane Campion
- Quel che resta del giorno (The Remains of the Day), regia di James Ivory

### Miglior regia
- Steven Spielberg - Schindler's List - La lista di Schindler (Schindler's List)
- Robert Altman - America oggi (Short Cuts)
- Jane Campion - Lezioni di piano (The Piano)
- James Ivory - Quel che resta del giorno (The Remains of the Day)
- Jim Sheridan - Nel nome del padre (In the Name of the Father)

### Miglior attore protagonista
- Tom Hanks - Philadelphia
- Daniel Day-Lewis - Nel nome del padre (In the Name of the Father)
- Laurence Fishburne - Tina - What's Love Got to Do with It (What's Love Got to Do with It)
- Anthony Hopkins - Quel che resta del giorno (The Remains of the Day)
- Liam Neeson - Schindler's List - La lista di Schindler (Schindler's List)

### Migliore attrice protagonista
- Holly Hunter - Lezioni di piano (The Piano)
- Angela Bassett - Tina - What's Love Got to Do with It (What's Love Got to Do with It)
- Stockard Channing - 6 gradi di separazione (Six Degrees of Separation)
- Emma Thompson - Quel che resta del giorno (The Remains of the Day)
- Debra Winger - Viaggio in Inghilterra (Shadowlands)

### Miglior attore non protagonista
- Tommy Lee Jones - Il fuggitivo (The Fugitive)
- Leonardo DiCaprio - Buon compleanno Mr. Grape (What's Eating Gilbert Grape)
- Ralph Fiennes - Schindler's List - La lista di Schindler (Schindler's List)
- John Malkovich - Nel centro del mirino (In the Line of Fire)
- Pete Postlethwaite - Nel nome del padre (In the Name of the Father)

### Migliore attrice non protagonista
- Anna Paquin - Lezioni di piano (The Piano)
- Holly Hunter - Il socio (The Firm)
- Rosie Perez - Fearless - Senza paura (Fearless)
- Winona Ryder - L'età dell'innocenza (The Age of Innocence)
- Emma Thompson - Nel nome del padre (In the Name of the Father)

### Miglior sceneggiatura non originale
- Steven Zaillian - Schindler's List - La lista di Schindler (Schindler's List)
- Jay Cocks e Martin Scorsese - L'età dell'innocenza (The Age of Innocence)
- Terry George e Jim Sheridan - Nel nome del padre (In the Name of the Father)
- Ruth Prawer Jhabvala - Quel che resta del giorno (The Remains of the Day)
- William Nicholson - Viaggio in Inghilterra (Shadowlands)

### Miglior sceneggiatura originale
- Jane Campion - Lezioni di piano (The Piano)
- Nora Ephron, David S. Ward e Jeff Arch - Insonnia d'amore (Sleepless in Seattle)
- Jeff Maguire - Nel centro del mirino (In the Line of Fire)
- Ron Nyswaner - Philadelphia
- Gary Ross - Dave - Presidente per un giorno (Dave)

### Miglior film straniero
- Belle Époque, regia di Fernando Trueba (Spagna)
- Addio mia concubina (Ba wang bie ji), regia di Kaige Chen (Hong Kong)
- Hedd Wyn (Hedd Wyn), regia di Paul Turner (Gran Bretagna)
- Il banchetto di nozze (Hsi yen), regia di Ang Lee (Taiwan)
- Il profumo della papaya verde (Mui du du xanh), regia di Anh Hung Tran (Vietnam)

### Miglior fotografia
- Janusz Kaminski - Schindler's List - La lista di Schindler (Schindler's List)
- Gu Changwei - Addio mia concubina (Ba wang bie ji)
- Michael Chapman - Il fuggitivo (The Fugitive)
- Stuart Dryburgh - Lezioni di piano (The Piano)
- Conrad L. Hall - Sotto scacco (Searching for Bobby Fischer)

### Miglior scenografia
- Allan Starski e Ewa Braun - Schindler's List - La lista di Schindler (Schindler's List)
- Ken Adam e Marvin March - La famiglia Addams 2 (Addams Family Values)
- Luciana Arrighi e lan Whittaker - Quel che resta del giorno (The Remains of the Day)
- Dante Ferretti e Robert J. Franco - L'età dell'innocenza (The Age of Innocence)
- Ben Van Os e Jan Roelfs - Orlando

### Migliori costumi
- Gabriella Pescucci - L'età dell'innocenza (The Age of Innocence)
- Jenny Beavan e John Bright - Quel che resta del giorno (The Remains of the Day)
- Anna Biedrzycka-Sheppard - Schindler's List - La lista di Schindler (Schindler's List)
- Janet Patterson - Lezioni di piano (The Piano)
- Sandy Powell - Orlando

### Miglior trucco
- Greg Cannom, Ve Neill e Yolanda Toussieng - Mrs. Doubtfire - Mammo per sempre (Mrs. Doubtfire)
- Carl Fullerton e Alan D'Angerio - Philadelphia
- Christina Smith, Matthew Mungle e Judy Alexander Cory - Schindler's List - La lista di Schindler (Schindler's List)

### Migliori effetti speciali
- Dennis Muren, Stan Winston, Phil Tippett e Michael Lantieri - Jurassic Park
- Pete Kozachik, Eric Leighton, Ariel Velasco Shaw e Gordon Baker - Nightmare Before Christmas
- Neil Krepela, John Richardson, John Bruno e Pamela Easley - Cliffhanger - L'ultima sfida (Cliffhanger)

### Miglior montaggio
- Michael Kahn - Schindler's List - La lista di Schindler (Schindler's List)
- Anne V. Coates - Nel centro del mirino (In the Line of Fire)
- Gerry Hambling - Nel nome del padre (In the Name of the Father)
- Veronika Jenet - Lezioni di piano (The Piano)
- Dennis Virkler, David Finfer, Dean Goodhill, Don Brochu, Richard Nord e Dov Hoenig - Il fuggitivo (The Fugitive)

### Miglior sonoro
- Gary Summers, Gary Rydstrom, Shawn Murphy e Ron Judkins - Jurassic Park
- Chris Carpenter, D. M. Hemphill, Bill W. Benton e Lee Orloff - Geronimo (Geronimo: An American Legend)
- Michael Minkler, Bob Beemer e Tim Cooney - Cliffhanger - L'ultima sfida (Cliffhanger)
- Donald O. Mitchell, Michael Herbick, Frank A. Montaño e Scott D. Smith - Il fuggitivo (The Fugitive)
- Andy Nelson, Steve Pederson, Scott Millan e Ron Judkins - Schindler's List - La lista di Schindler (Schindler's List)

### Miglior montaggio sonoro
- Gary Rydstrom e Richard Hymns - Jurassic Park
- John Leveque e Bruce Stambler - Il fuggitivo (The Fugitive)
- Wylie Stateman e Gregg Baxter - Cliffhanger - L'ultima sfida (Cliffhanger)

### Migliore colonna sonora
- John Williams - Schindler's List - La lista di Schindler (Schindler's List)
- Elmer Bernstein - L'età dell'innocenza (The Age of Innocence)
- Dave Grusin - Il socio (The Firm)
- James Newton Howard - Il fuggitivo (The Fugitive)
- Richard Robbins - Quel che resta del giorno (The Remains of the Day)

### Miglior canzone
- Streets of Philadelphia, musica e testo di Bruce Springsteen - Philadelphia
- Again, musica e testo di Janet Jackson, James Harris III e Terry Lewis - Poetic Justice
- The Day I Fall in Love, musica e testo di Carole Bayer Sager, James Ingram, Dolly Parton e Clif Magness - Beethoven 2 (Beethoven's 2nd)
- Philadelphia, musica e testo di Neil Young - Philadelphia
- A Wink and a Smile, musica di Marc Shaiman e testo di Ramsey McLean - Insonnia d'amore (Sleepless in Seattle)

### Miglior documentario
- I Am a Promise: The Children of Stanton Elementary School, regia di Susan Raymond
- The Broadcast Tapes of Dr. Peter, regia di David Paperny
- Children of Fate: Life and Death in a Sicilian Family, regia di Michael Roemer, Susan Todd, Andrew Young e Robert M. Young
- For Better or for Worse, regia di David Collier
- The War Room, regia di Chris Hegedus e D. A. Pennebaker

### Miglior cortometraggio
- Schwarzfahrer, regia di Pepe Danquart
- Down on the Waterfront, regia di Stacy Title
- The Dutch Master, regia di Susan Seidelman
- Partners, regia di Peter Weller
- La Vis, regia di Didier Flamand

### Miglior cortometraggio documentario
- Defending Our Lives, regia di Margaret Lazarus e Renner Wunderlich
- Blood Ties: The Life and Work of Sally Mann, regia di Steven Cantor e Peter Spirer
- Chicks in White Satin, regia di Elaine Holliman

### Miglior cortometraggio d'animazione
- I pantaloni sbagliati (The Wrong Trousers), regia di Nick Park
- Blindscape, regia di Stephen Palmer
- Le fleuve aux grandes eaux, regia di Frédéric Back
- Small Talk, regia di Bob Godfrey e Kevin Baldwin
- Il villaggio (The Village), regia di Mark Baker

## Premi speciali

### Oscar onorario
- Deborah Kerr in apprezzamento ad una carriera costellata di interpretazioni belle ed eleganti.

### Premio umanitario Jean Hersholt
- Paul Newman